# Quantico (série de televisão)
Quantico é uma série de televisão norte-americana de suspense e drama criada por Joshua Safran. Estreou na noite de domingo de 27 de setembro de 2015 e é transmitida pela rede televisiva American Broadcasting Company (ABC). O elenco principal da série consiste actualmente nos actores: Priyanka Chopra, Jake McLaughlin, Johanna Braddy, Russell Tovey, Blair Underwood, Marlee Matlin e Alan Powell.
Priyanka Chopra estrela como Alex Parrish, uma recruta do FBI brilhante e inteligente que entra na agência após a sua graduação na Academia do FBI e mais tarde torna–se na principal suspeita de um ataque terrorista na Estação Grand Central. Quantico teve inicialmente duas linhas de tempo, que são a do presente, onde Alex escapa da sua captura para provar a sua inocência, e o passado, onde ela está treinando na academia do FBI junto dos seus colegas, durante o qual os detalhes das suas vida são descobertos. A série mudou–se para uma única linha de tempo no meio da segunda temporada. A série é produzida pela ABC Studios em associação com a The Mark Gordon Company, e com a Random Acts Productions. A primeira temporada da série foi primariamente produzida em Montreal, com a baixa de Montreal e Sherbrooke ficando assim em Nova Iorque e em Quantico; a produção moveu-se para Nova Iorque para as filmagens de segunda temporada de série.
A série foi encomendada no dia 7 de maio de 2015, pela American Broadcasting Company, com uma ordem inicial de 13 episódios para a rede de televisão de 2015 Boas audiências fizeram com que a ABC pega–se na série para uma temporada completa em 13 de outubro de 2015, com a adição de seis episódios, acrescentando a contagem dos episódios até 19, com a possibilidade de adição de mais episódios. No próximo mês, a temporada foi estendida para 22 episódios. A primeira temporada, de 22 episódios, estreou na noite de 27 de setembro de 2015 e terminou no dia 15 de maio de 2016, a transmissão do episódio piloto registou a audiência mais alta da série. Quantico foi renovada para uma segunda temporada em 3 de março de 2016. A estreia da segunda temporada  ocorreu na noite 25 de setembro de 2016 e terminou no dia 15 de maio de 2017. Em 15 de maio de 2017, a ABC renovou a série para uma terceira temporada, que estreou em 26 de abril de 2018. Como parte do processo de renovação, Safran foi substituído como showrunner primário por Michael Seitzman. Em 11 de maio de 2018, a série foi cancelada pela ABC após três temporadas.
Quantico recebeu criticas positivas, na maioria elogiando a performance da actriz Priyanka Chopra e a diversidade do elenco. Contudo, as "duas linhas de tempo confusas" tem recebido varias criticas. A série foi nomeada para quatro People's Choice Awards, e Chopra ganhou dois, o primeiro foi de Actriz Favorita numa Nova Série de TV em 2016, fazendo dela a primeira actriz Sul Asiática a ganhar o People's Choice Award e o segundo foi de Actriz Favorita numa Série de Drama em 2017.

## Sinopse
Na primeira temporada, Alex Parrish, uma ex-recruta do FBI, acorda sobre os escombros da Estação Grand Central, depois de um ataque terrorista na mesma e torna-se a principal suspeita do ataque. Ela é levada sob custódia do FBI e acusada de traição. Ela foge graças a um plano da Vice-Directora do FBI Miranda Shaw, a mentora da Alex em Quantico, que se recusa a acreditar que ela é a culpada e acha que alguém da sua antiga classe em Quantico a tramou. Vários flashbacks mostram a Alex e  seus colegas, cada um tem os seus motivos para entrar na agência, treinando em Quantico. A linha de tempo do presente foca-se nas relações paradas entre a Alex e o seu namorado Ryan Booth e os seus ex-colegas em Quantico: Shelby Wyatt, Nimah e Raina Amin, Natalie Vasquez, Simon Asher, Elias Harper e Caleb Haas, os quais todos estão conectados com a explosão, enquanto ela faz de tudo para provar a sua inocência.
Com o progresso da temporada, a Alex é capaz de provar a sua inocência com a ajuda dos seus amigos. Ela descobre que o bombista suspeito é o antigo recruta-analista do FBI Elias Harper, o qual plantou a bomba sob instruções de um génio terrorista. Tendo ilibado o seu nome numa audiência congressional, a Alex foi reintegrada como uma agente do FBI e designada para a delegação do FBI em Nova Iorque. Na secção de operações, ela fez de tudo para expor o génio terrorista por de trás dos ataques, como as eleições de 2016 aproximavam-se. O supervisor de treino em Quantico Liam O'Connor é revelado como o responsável pelos ataques e é morto por Alex e o Ryan, quando tentava detonar uma bomba atómica em Quantico, e através da qual Simon se sacrifica para minimizar os riscos da explosão e morrendo no processo. A Alex é demitida do FBI por causa da publicidade subsequente das explosões e pela tutoria de Liam O'Connor. Dois meses depois, a Alex é contratada por Matthew Keyes, que lhe oferece uma posição na Central Intelligence Agency (CIA).

## Episódios e audiência
| Temporada | Temporada | Episódios | Episódios | Originalmente exibido  | Originalmente exibido | Nielsen ratings | Nielsen ratings        |
| Temporada | Temporada | Episódios | Episódios | Estreia da temporada   | Final da temporada    | Posição         | Audiência (em milhões) |
| --------- | --------- | --------- | --------- | ---------------------- | --------------------- | --------------- | ---------------------- |
|           | 1         | 22        | 22        | 25 de Setembro de 2015 | 15 de Maio de 2016    | 55              | 8.05                   |
|           | 2         | 22        | 22        | 25 de Setembro de 2016 | 15 de Maio de 2017    | 99              | 4.53                   |
|           | 3         | 13        | 13        | 26 de Abril de 2018    | 3 de Agosto de 2018   | TBA             | ASA                    |

## Elenco e personagens

### Personagens principais

#### Alex Parrish

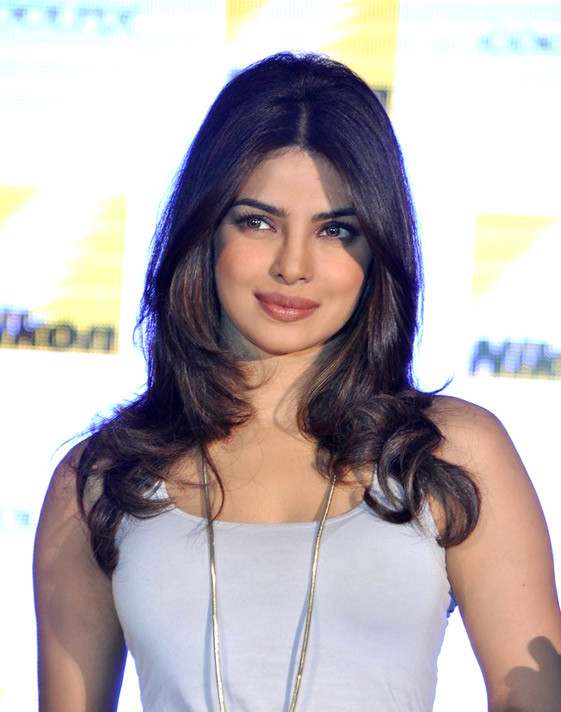
Priyanka Chopra

Alexandra "Alex" Parrish (interpretada por Priyanka Chopra), é uma ex-recruta de topo de Quantico e também uma agente promissora do FBI foi considerada a principal suspeita do bombardeio na Estação Grand Central. Ela foi perdoada depois de serem reveladas a verdadeira mente-mestra terrorista por de trás do Bombardeio na Estação Gand Central e no Centro de Comando em Nova Iorque.
Depois da publicidade negativa do FBI originada pela tutoria de Liam O'Connor assim como a morte de Simon Asher em Quantico, Alex foi despedida da organização. Dois meses depois da eleição presidencial ter terminado, Alex é abordada pelo diretor da CIA Matthew Keyes, o qual deu uma  oportunidade a ela para juntar-se e trabalhar na organização. Depois de trabalhar como analista da CIA por seis meses, lhe é dada a designação de agente secreta pelo FBI. Foi dada a Alex a missão de se infiltrar como uma recruta da CIA na "Quinta" com a missão de expor uma facção terrorista dentro da agência chamada de "AIC".
Meses depois de deixar a Fazenda, foi declarada uma crise de reféns na reunião de cúpula dos G-20 em Nova Iorque por um grupo terrorista chamado "Frente de Libertação Cidadã". Duas semanas depois do fim da crise, a ex-presidente Claire Haas e o diretor da CIA Matthew Keyes com a ideia de criar uma ′′Força-Tarefa Conjunta e Secreta′′ ou simplesmente Força Tarefa, entre a CIA e o FBI. A Alex foi contratada para como uma agente do FBI. Brevemente depois de terem formado a força tarefa, Clay Haas foi designado para liderar o grupo. A Alex e a equipe recebeu a missão de expor um sindicato de oito colaboradores que estava secretamente envolvido na organização da crise de reféns. Depois de um escândalo nacional envolvendo a demissão da presidente Claire Haas assim como o desabamento da força tarefa, a Alex recorre a uma ultima estratégia. Ela tornou público informações classificadas da inteligência dos Estados Unidos numa convenção constitucional na Filadélfia, implicando principalmente com o novo presidente Henry Roarke numa conspiração mortífera. Como resultado de sua ações  na convenção, ela foi considerada fugitiva pelos Estados Unidos. Depois do acontecido a interpol anunciou a captura da Alex, ela deixou o país com Ryan Booth num avião com uma destinação desconhecida.

#### Liam O'Connor

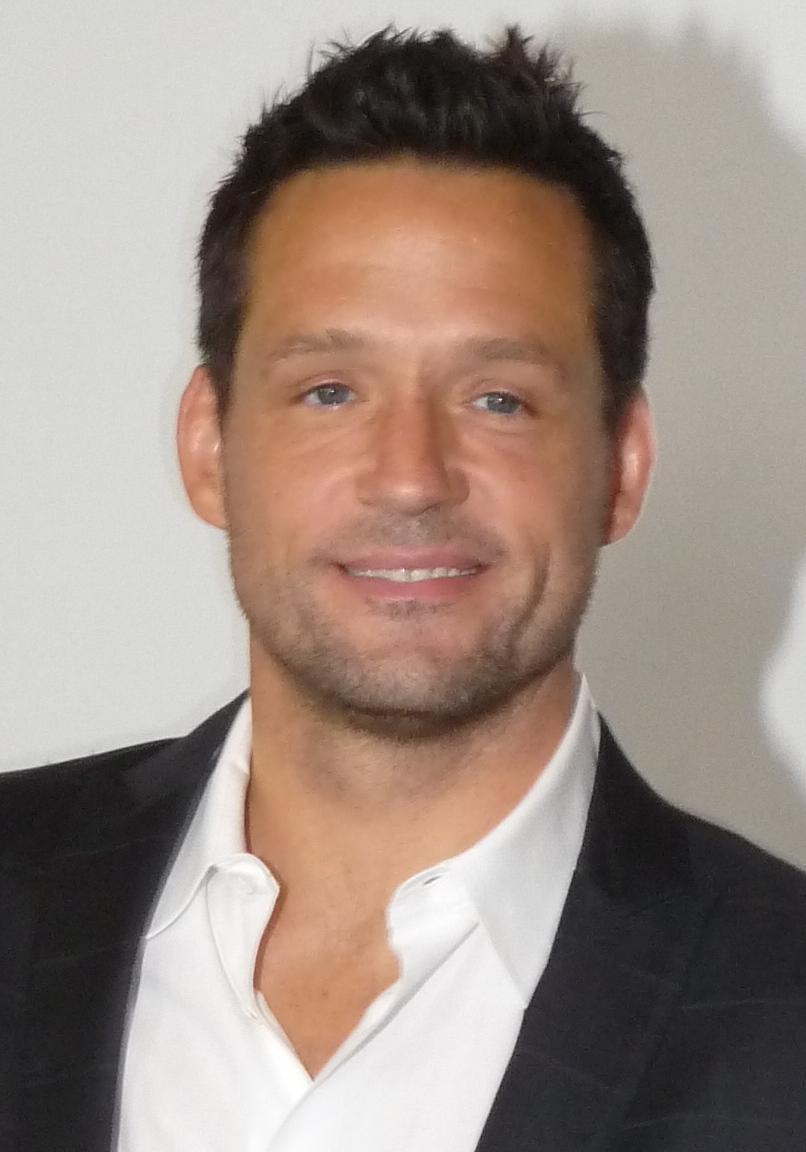
Josh Hopkins

Liam O'Connor (interpretado por Josh Hopkins), um experiente agente do FBI que teve um caso com Miranda Shaw no passado. Anos atrás, ele e o pai de Alex formaram-se juntos na academia do FBI e uma de suas primeiras operações secretas em Omaha foi uma emboscada que deu errado, matando 200 pessoas. Anos depois, ele trabalhou em outra emboscada contra milícias em Chicago. Logo antes do caso dar errado, terminando num tiroteio com três mortes confirmadas, incluindo a noiva de Drew e sua criança por nascer, ele disse a Ryan que iria assumir a culpa e que Ryan seria seu substituto. Contudo, mais tarde foi revelado que Ryan assumiu a culpa pela incidente, perdendo sua posição dentro do FBI.
Um ano antes da explosão em Grand Central, foi revelado que Liam havia sido rebaixado de sua posição no FBI. Contudo, Miranda manobrou para lhe permitir trabalhar como instrutor na Academia. Durante seu tempo nela, ele teve um encontro amoroso com Alex, uma das recrutas, no véspera de ano novo. Embora Miranda tenha descoberto o incidente, ela foi demitida logo antes de realizar o caso de conduta imprópria contra Liam. Algum tempo depois, Liam foi promovido à posição de Diretor Assistente, substituindo o antigo cargo de Miranda na Academia.
Meses depois do grupo de Alex se graduar de Quantico, Liam foi designado para trabalhar num escritório de operações em Washington. Depois da explosão em Grande Central, Alex foi considerada a principal suspeita do caso. Como resultado, Liam a perseguiu até que ela conseguiu limpar seu nome. Três meses depois da explosão no Centro de Comando, foi revelado que ele testemunhou contra Elias Harper no inquérito parlamentar. Mais tarde, Miranda descobriu que ele era o verdadeiro terrorista por trás das duas explosões em Nova Iorque, logo antes de ele atirar nela. Subsequentemente, foi revelado que ele usou câmeras escondidas e dispositivos de rastreamento para planejar as explosões e juntou inteligência para chantagear Elias e incriminar tanto Alex quanto Simon. Seu objetivo era destruir o FBI antes que a organização tivesse uma oportunidade de destruir o país. Inicialmente, ele tentou incriminar Miranda, mas Alex e os outros descobriram seu plano de plantar uma bomba na academia do FBI no dia que o novo grupo de recrutas estivesse se graduando. Contudo, ele não foi bem sucedido, pois a bomba foi desativada por Simon. Antes disso, ele foi morto por Alex e Ryan.

#### Ryan Booth
Ryan Booth (interpretado por Jake McLaughlin) é um ex-fuzileiro naval e agente especial do FBI. Durante sua temporada em Quantico, Ryan estava disfarçado de recruta, encarregado por Liam de vigiar Alex, mas, ao invés disso, se apaixonou por ela. Liam lhe revela posteriormente que ele estava, de fato, em re-treinamento. Durante este tempo, ele teve relacionamento com Alex. Depois, ele assume o posto de Miranda como Professor do treino da Academia do FBI .
Depois da explosão na Estação Grand Central, Ryan passa a trabalhar no escritório de Nova Iorque, começa uma relação com Natalie Vasquez e, junto com seus amigos, ajuda Alex a limpar seu nome. Contudo, quando Alex insiste em investigar quando todos acreditam que Elias Harper é o terrorista, ele suspeita dela e fica determinado a impedi-la. Depois que sua ex-esposa, Hannah Wyland, é suspensa por conta de uma incidente com o Senado Haas, Ryan assume sua posição sob o comando de Liam. Ele finalmente percebe que Alex é inocente e ajuda o grupo a encontrar o verdadeiro terrorista, Liam, e ele e Alex atiram nele. Depois disso, ele e Alex fazem as pazes, mas seus planos de viajar são frustrados pela oferta de emprego que a CIA faz a Alex.
Na linha do tempo do futuro, ele se torna um oficial de casos da CIA depois de completar seu treino na Quinta. No final da segunda temporada, ele é taxado de criminoso e deixa os Estados Unidos para fugir das autoridades.

#### Miranda Shaw

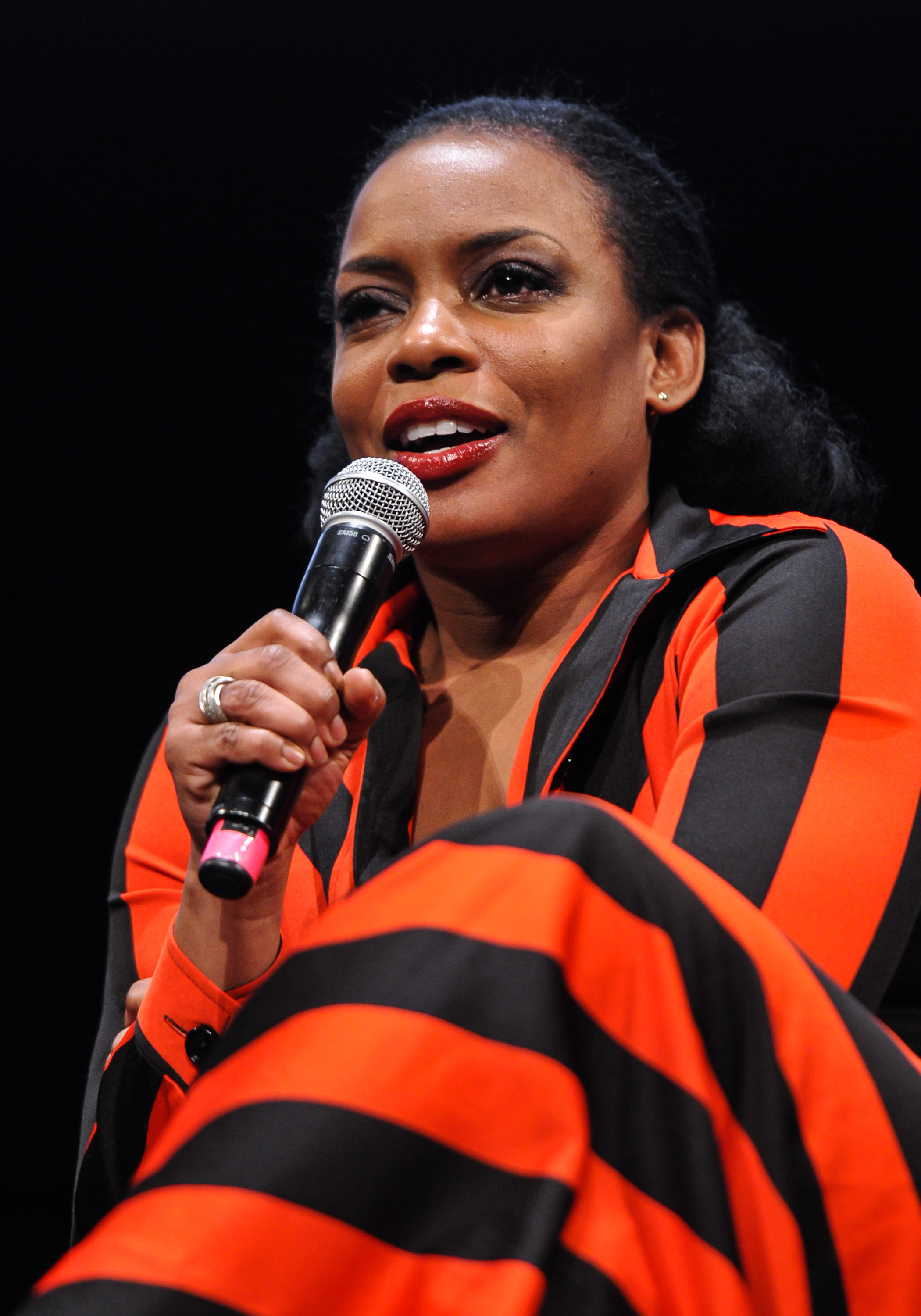
Aunjanue Ellis

Miranda Shawn (interpretado por Aunjane Ellis), é a Diretora Assistente da Academia do FBI em Quantico, Virginia, é também a diretora do programa de treino em Quantico e mentora da Alex. Ela teve um caso com Liam O'Connor. Lhe foi removido o papel prestigiado em Quantico, por permitir uma operação secreta envolvendo a recruta Raina para continuar em Quantico.
Depois do Bombardeio na Estação Grand Central, Miranda foi a única que acreditou na inocência da Alex, e colocou-se em grandes riscos para ajuda-la. No fim da primeira temporada, Miranda foi nomeada a Diretora Representante do FBI.
No futuro, é mostrado que ela é uma representante do grupo terrorista, a Frente de Libertação de Cidadãos. Algum tempo depois, Miranda foi encarcerada numa prisão federal pela tentativa de assassinato á Alex Parrish na Convenção Constitucional na Filadélfia.

#### Caleb Haas
Caleb Haas (interpretado por Graham Rogers) foi um recruta do FBI reprovado como agente na Academia, mas trazido de volta aos treinos como um analista, e depois disso recomeçou o treino para agente do FBI. Ele é filho do Director Representante do FBI Clayton Haas e da Senadora Claire Haas.
Com 17 anos de idade, ele juntou-se a uma seita chamada Sistemics mas o seu pai tirou-o da seita. Durante o seu tempo em Quantico, ele usa o nome Mark Raymond numa operação secreta para infiltrar a Sistemics numa operação coordenada pelo seu superior, com o intuito de atrair Dan Berlin, o líder da Sistemics e suspeito do Bombardeio em Kentucky.
Antes do ataque a Estação Grand Central, Caleb estava em San Diego como Analista mas pediu transferência para Nova Iorque. Durante a explosão do Centro de a Comando, seu pai salvou-lhe a vida antes dele morrer depois o prédio caiu-lhe por cima. Mais tarde ele ajudou a apanhar o verdadeiro terrorista, Liam O'Conner.

#### Nimah e Raina Amin
Nimah e Raina Amin (interpretadas por Yasmine Al Massri) são gémeas trazidas ao programa por Miranda. A agressiva e secular Nimah quer desesperadamente ser agente especial mas ela não passa no desafio físico e mental, enquanto a mais religiosa Raina é muito melhor e calma no cargo, que só entrou na Academia porque Nimah quis muito. Eventualmente, elas permitem que os recrutas soubessem a principal diferença física entre elas é que  Raina usa um hijab e é uma muçulmana devotada e enquanto Nimah não.
Na linha de tempo do futuro, Nimah e Raina estão trabalhando infiltradas numa célula terrorista. Três meses depois do segundo bombardeio, Nimah trabalha como uma agente num departamento em Nova Iorque, e Raina deixou o FBI porque Nimah notificou ao FBI que ela estava envolvida emocionalmente com Hamza, que fazia parte de célula terrorista em elas estavam infiltradas antes da explosão no Centro de Comando. Raina mudou de casa inicialmente para Dearborn, Michigan, mais tarde tornou-se numa tradutora diplomática de alto nível, enquanto Nimah ficou no FBI.
No futuro durante a segunda temporada, Nimah juntou-se a um grupo terrorista chamado Frente de Libertação de Cidadãos, enquanto Raina tornou-se a intérprete da reunião de cúpula dos G-20 em 2018 em Nova Iorque. Pouco tempo depois da crise de reféns de 2018, as gémeas foram presas. Algum tempo depois foram libertadas da prisão e perdoadas pelas suas prisões.

#### Shelby Wyatt
Shelby Wyatt (interpretada por Johanna Braddy) é a melhor amiga de Alex. Ela é rica e a sua família é líder de uma empresa chamada McGregor-Wyatt. Os pais de Shelby foram assassinados nos ataques terroristas em 11 de setembro, quando ela teve 16 anos de idade, e ela entrou no FBI para tentar parar ataques futuros contra os Estados Unidos .
Shelby acreditava que tinha uma meia irmã chamada Samar Hashmi, a quem ela lhe enviava dinheiro regularmente até que Caleb descobriu que ela era uma impostora. Foi também com a ajuda de Caleb que ela descobriu que os seus pais falsificaram as suas mortes depois de venderem software de armas aos Taliban sem saber. Ela encontrou-se com os seus pais no Canadá, mas Caleb descobriu que eles estavam interessados em tirar dinheiro dela. No entanto, Caleb tentou protege-la da verdade, quando ela soube disso, contactou o Director Representante Haas para os levar a justiça.
Ela teve uma relação com Caleb na Academia, e mais tarde teve um problema com o pai do Caleb, o Director Representante do FBI Clayton Haas, antes dele ser morto na segunda explosão. Depois do escândalo estava longe de ser considerada uma agente do FBI, por causa da sua relação com Clayton Haas ela foi posta a parte do processo congressional de testemunhas da explosão do centro de comando. Ela voltou para a empresa da sua família. Depois dela emendar sua amizade com a Alex, ela tentou infiltrar-se nos sistemas de computadores do FBI, com a ordem de ajudar a Alex a para a mente mestra terrorista de plantar mais uma explosão. No fim da primeira temporada a Miranda devolveu-lhe o estatuto de Agente do FBI.
Algum tempo depois ela torna-se uma instrutora de treino na Academia de Quantico.

#### Simon Asher
Simon Asher (interpretado por Tate Ellington) foi um recruta do FBI em Quantico. Após a sua graduação summa cum laude na Universidade Yale, ele trabalhou como contador na empresa da sua família, e depois esteve nas Forças de Defesa de Israel durante dois anos antes de candidatar-se ao FBI. Ele desenvolveu uma fascinação por Nimah e Raina, principalmente por Raina.Elas descobriram que ele destruiu parte da vida delas na cidade de Gaza quando ele estava nas Forças de Defesa de Israel.
Depois de ser expulso da academia do FBI, ele trabalhou como técnico de TI. Quando Alex foi incriminada pela explosão na Estação Grande Central, ela pediu sua ajuda. Contudo, o que Alex não sabia era que Simon era um informante secreto do FBI que tinha de entregá-la, por ordem de Clayton Haas. Contudo, ele acreditou nela e ajudou-a, chegando até a cair nas mãos do terrorista, que o forçou a construir uma bomba atômica. Drew o ajudou a escapar, ao custo de sua própria vida, e Simon conseguiu chegar a Alex em tempo.
Depois da revelação de que Liam O'Connor fora o perpetrador dos ataques em Nova Iorque, Simon tentou ajudar seus antigos colegas de classe a desativar outra bomba que fora implatada por seu antigo instrutor em Quantico. Ele se sacrifica para minimizar o risco de contaminação radioativa, dirigindo o caminhão com a bomba atômica.

#### Natalie Vasquez

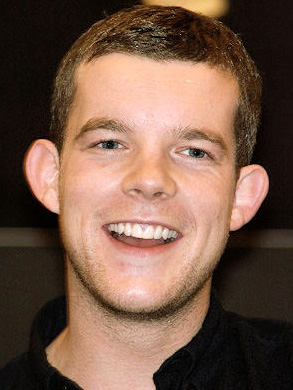
Russell Tovey

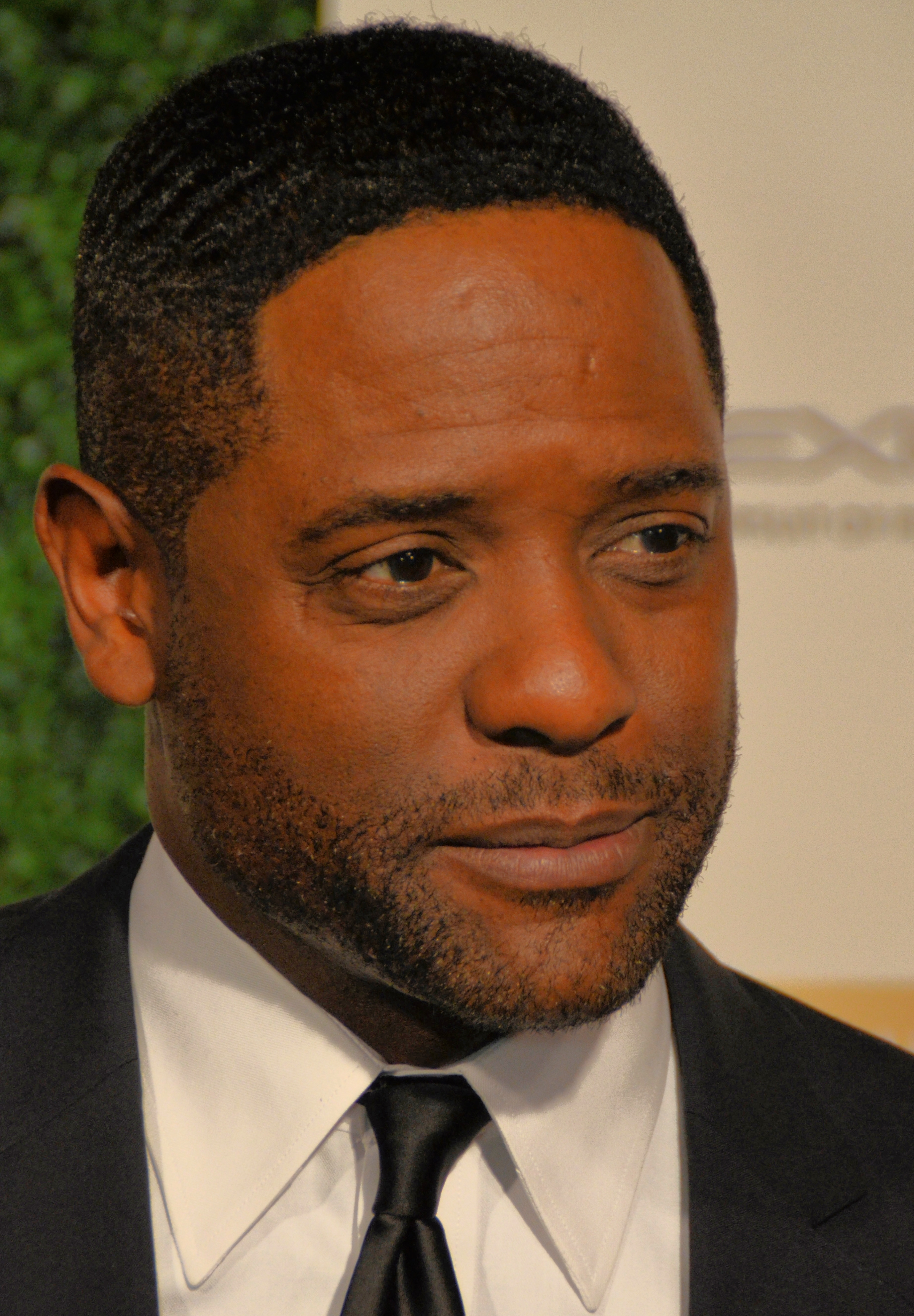
Blair Underwood

Natalie Vasquez (interpretada por Anabelle Acosta) foi uma antiga rival da Alex na academia. Ela é natural do Texas, ele também foi uma ex-policial da fronteira e esteve envolvida numa batalha pela custódia da sua filha, Renata contra o seu ex-marido. Durante o seu tempo na academia, ela teve uma relação com Brandon Fletcher.
Nos eventos após a primeira explosão, é mostrado que ela torna-se numa agente do FBI e também é uma das agentes que perseguiram a Alex. Ela também teve uma relação com o Ryan. Pouco tempo depois dela ajudar a Alex encontrar o verdadeiro terrorista, ela é assassinada numa explosão. Mais tarde é revelado que foi Liam O'Connor que plantou a bomba que a matou no episódio "Clear".

#### Harry Doyle
Harry Doyle (interpretado por Russell Tovey) é uma pessoa misteriosa. Após falhar na sua missão do MI-6 na Fazenda ele atendeu a reunião de cúpula dos G-20 em Nova Iorque como um segurança. Após o fim da crise de reféns de 2018, foi lhe dado a oportunidade de juntar-se a força-tarefa liderada por Clay Haas. Pouco tempo depois de se juntar a força-tarefa, ele deixou a equipe.

#### Dayana Mampasi
Dayana Mampasi (interpretada por Pearl Thusi) é uma advogada de tipo A motivada e disciplinada, trabalha na afirma de Boston, ela dedicou-se para poder entrar no mundo da espionagem. Depois da graduação do seu treino na CIA, ela torna-se numa oficial de casos da CIA. Depois do fim da crise de reféns de 2018 a Dayana fez parte da força tarefa já criada pela Presidente Claire Haas e pelo director da CIA Matthew Keyes. Após ajudar a força tarefa com as sua missões ela voltou a sua vida de trabalho.

#### Owen Hall
Owen Hall (interpretado por Blair Underwood), é um agente da CIA charmoso, inteligente e inspiracional.Ele e sua filha são os instrutores dos recrutas. No futuro, é revelado que ele foi forçado a abandonar a CIA, por causa de um acidente que o encarcerou numa prisão federal. Algum tempo depois Owen foi perdoado pela sua prisão falsa em relação com o caso do assassinato de Jeremy Miller. Pouco tempo depois, foi lhe dado a oportunidade de exercer o cargo de Director Representante da CIA.

### Personagens recorrentes
Esta é a lista dos atores recorrentes e das personagens que eles interpretaram em vários episódios, o qual são papéis significantes. As personagens estão listados ordenadamente de acordo com a aparição do personagem.

#### Introduzidas naprimeira temporada

##### Elias Harper
Elias Harper (interpretado por Rick Cosnett) era um advogado que foi recrutado por Miranda Shaw para trabalhar como um analista em Quantico. Ele foi reprovado e expulso da academia no episódio "Go". Mais tarde ele incriminou Simon como o suspeito da explosão no Centro de Comando em Nova Iorque antes de cometer suicídio. Mais tarde,descobriu-se que ele foi chantageado por Liam O'Connor no episódio "Yes".

##### Clayton Haas
Clayton Haas (interpretado por Mark Pellegrino) foi um diretor representante do FBI e marido de Claire Haas, com a qual ele tem três filhos: Clay, Caleb e Cassandra. Ele teve um caso com Shelby Wyatt. Ele foi morto na explosão do Centro de Comando em Nova Iorque depois de salvar a vida do seu filho Caleb.

##### Brandon Fletcher
Brandon Fletcher (interpretado por Jacob Artist) é um estagiário afro-americano do FBI que mais tarde torna-se um agente do FBI. Ele veio de uma família rica. Ele namorou com Natalie Vasquez.

##### Hannah Wyland
Hannah Wyland (interpretada por Eliza Coupe) é a ex-mulher do Ryan Booth e uma colega Agente Especial do FBI. Ela deixou-o porque se apaixonou por uma mulher. Anteriormente, ela trabalhou na Delegação do FBI em Nova Iorque antes de ser suspensa devido a orquestração de um incidente envolvendo a antiga senadora Claire Haas. Ela foi reprimida pelas sua ações que causaram distúrbio na prefeitura onde a Sra. Haas esteve prestes a fazer a sua campanha e apresentação para vice-presidente. Mais tarde ela é chamada de volta ao trabalho como agente federal no caso da crise de reféns de 2018.

##### Claire Haas
Claire Haas (interpretada por Marcia Cross) é a mãe de Caleb e mulher de Clayton Haas. Uma mulher ambiciosa e ex-agente do FBI, ela foi uma Senadora e uma vice presidente nomeada democraticamente. No final da primeira temporada é revelado que ela ajudou o Liam O'Connor na execução dos seus planos porque seria politicamente benéfico para a sua campanha de vice presidente dos Estados Unidos. No episódio "Lcflutter", ela fez o juramento como Presidente, evocando a 25.ª Emenda seguido da resignação do Presidente Todd. Contudo, ela foi forçada a resignar a Presidência dos Unidos no episódio "Globalreach" e como resultado houve um escândalo nacional.

##### Drew Perales
Drew Perales (interpretado por Lenny Platt) foi um ex-jogador NFL e recruta do FBI, antes de deixar a academia devido a uma condição médica. Enquanto esteve em Quantico, ele teve uma curta relação com a Alex. Foi chantageado e depois raptado por Liam O'Connor, que usou a voz dele para esconder o seu rastro. Ele ajudou o Simon a fugir para avisar a Alex, mas foi morto quando o FBI forçou a entrada no quarto onde ele estava e assim, accionando uma bomba armadilha no episódio "Right".

##### Iris Chang
Iris Chang (interpretada por Li Jun Li) é natural de Xangai e vem de uma família rica. Ela torna-se uma recruta do FBI em Quantico. Depois da cerimónia de graduações no fim da primeira temporada, ela torna-se numa agente do FBI.

##### Will Olsen
Will Olsen (interpretado por Jay Armstrong Johnson) é um ex-estagiário do FBI e um ativo da CIA. Ele graduou-se na Universidade de Harvard como um Ph.D. com 22 anos de idade, ele trabalhou na JPL. Ele não graduou-se em Quantico e mais tarde foi preso pela CIA durante sete meses, até que Alex e  Simon ajudaram-no a fugir. O terrorista forçou a ele e a Simon a criar uma bomba atómica. É mostrado que ele tem Síndrome aguda da radiação, mas ele recuperou. Pouco tempo depois, ele torna-se num expert nas Tecnologias de Informação e junta-se ao grupo terrorista Frente de Libertação de Cidadãos.

##### Matthew Keyes
Matthew Keyes (interpretado por  Henry Czerny) é o director da CIA, foi ele que deu a Alex a oportunidade  de entrar na organização. Pouco tempo depois da crise de reféns de 2018, é revelado que ele e a Presidente Claire Haas estão a planear criar uma força-tarefa juntando agentes da CIA e do FBI.

#### Introduzidas nasegunda temporada

##### León Velez
León Velez (interpretado por Aarón Díaz) foi um fotojornalista e recruta da CIA, antes de deixar a Fazenda como resultado de ter falhado numa tarefa de treino. Algum tempo depois, León esteve presente no cume G-20 2018 em Nova Iorque. Como um fotojornalista, ele cobriu os eventos da crise de reféns no cume. Após à crise ter terminado, foi revelado que ele foi assassinado por agressores ligados a AIC.

##### Lydia Hall
Lydia Hall (interpretada por Tracy Ifeachor) é uma oficial de casos e co-instrutora da CIA na Fazenda. Originalmente pousou como uma recruta, ele e o Owen Hal revelaram que o seu verdadeiro papel é dar lições aos outros. Como co-instrutora ela dificultou muito o treino de Alex. Durante o fim de crise de reféns de 2018, foi revelado que ela fez um upload de conteúdos dentro de um disco rígido, contendo informações confidenciais de topo dos Estados Unidos. Como resultado de suas ações, ela foi encarcerada numa prisão federal.

##### Sebastian Chen
Sebastian Chen (Interpretado por David Lim) é um antigo padre e recruta da CIA. Depois da graduação ele tornou-se num oficial de casos da CIA. Algum tempo depois, ele atendeu a reunião de cúpula dos G-20 de 2018 em Nova Iorque. Durante a reunião de cúpula, uma crise de reféns acontece e mais tarde ele é ferido. Brevemente depois do fim da crise, foi revelado que ele tentou investigar a identidade dos colaboradores que beneficiaram da crise de reféns de 2018.

##### Clay Haas
Clayton "Clay" Haas Jr. (interpretado por Hunter Parrish) é um político estrategista consultivo responsável pela liderança da Força Tarefa Secreta Presidencial ou simplesmente Força Tarefa, foi colocado como líder pelo Director da CIA Matthew Keyes e pela Presidente Claire Haas. Em "Resistance", foi revelado que os membros da antiga força tarefa foram capazes de implicar com Henry Roarke para expor sua ligação com o Serviço de Segurança. Federal da Rússia.

##### Maxine Griffin
Maxine Griffin (interpretada por Krysta Rodriguez) é a fundadora do "The Roster", uma rede e plataforma de visibilidade para mulheres profissionais empenhadas a ajudar-se uma a outra a erguer-se.

##### Henry Roarke
Henry Roarke (interpretado por Dennis Boutsikaris) foi um antigo Presidente e Presidente da Câmara dos Representantes dos Estados Unidos. Ele foi identificado como um dos oito colaboradores por de trás do grupo que o Owen Hall inicialmente planeou investigar durante os eventos da crise de reféns de 2018 na reunião de cúpula dos G-20 em Nova Iorque. Na Convenção Constitucional na Filadélfia, foi revelado que um escândalo sobre o Roarke em que esteve envolvido com o Serviço Federal de Segurança que providenciou informações para emendar a Constituição dos Estados Unidos. Pouco tempo depois do escândalo, Roarke cometeu suicídio disparando uma bala nele próprio.

## Exibição
Nos Estados Unidos, a série passa com o nome "Quantico", emitida pelo canal ABC. A 1ª Temporada estreou no dia 27 de setembro de 2015, terminado no dia 15 de maio de 2016. A 2ª Temporada estreou no dia 25 de setembro de 2016 e terminou no dia 15 de maio de 2017.
No Brasil a série passa no AXN com o nome "Quântico". A 1ª Temporada estreou a 25 de outubro de 2015 e terminou em maio de 2016. Em 20 de abril de 2020 estreou na tevê aberta na Rede Globo
Em Portugal a série é emitida no canal AXN com o mesmo nome que nos E.U.A, ou seja, "Quantico". A 1ª Temporada estreou no dia 19 de outubro de 2015 e terminou no dia 23 de maio de 2016. A 2ª Temporada estreou no dia 16 de novembro de 2016 e terminou no dia 24 de maio de 2017.